# Аканмул
Аканмул (Acanmul) са руини на древен град на маите в Мексико. Намират се на полуостров Юкатан в щата Кампече приблизително на 25 km северно от столицата на щата. До днешен ден Аканмул и околностите все още не са изучавани детайлно от археолозите.
Първото кратко описание на Аканмул е направено от Хари Полок (Harry E. D. Pollock). От 2000 година се извършват по-обстойни разкопки под ръководството на Джозеф Бол (Joseph Ball) и Ебер Охеда (Heber Ojeda). Най-голям интерес за археолозите представлява триетажна сграда, за която се предполага, че вероятно е служила за дворец. До нея се намира C-образна сграда с необичаен дизайн и с повърхност от добре обработени камъни. В града има и стадион преназначен за игри с топка.
Мястото официално е отворено за посетители през 2010 г. и се радва на все по-голям интерес от туристите.